# جاروديا
جاروديا (بالإنجليزية: Garudiya)‏ هو مرق سمك صافٍ، وواحد من الأطعمة الأساسية والتقليدية في المطبخ المالديفي. يعتمد هذا المرق على أنواع التونة الموجودة في مياه المحيطات الخاصة بالبلاد مثل تونة وثابة، أو تونة الزعنفة الصفراء، أو تونة البحر المتوسط أو تونة الفريجات [الإنجليزية].
رُغم ظهور أطباق جديدة في المطبخ المالديفي، يبقى الجاروديا أحد الأطباق المفضلة لدى المالديفيين.

## التحضير
تُقطع سمكة التونة وفق نمط تقليدي. بعد التخلص من الخياشيم وبعض الأحشاء، تُغسل قطع السمك، بما في ذلك الرؤوس والعظام، ثم يُغلى السمك في الماء مع إضافة الملح حتى ينضج تمامًا. تُزال الرغوة أو الزبد أثناء الغليان.